# Nuthall
Nuthall – wieś w Anglii, w hrabstwie Nottinghamshire, w dystrykcie Broxtowe. Leży 9 km na północny zachód od miasta Nottingham i 182 km na północny zachód od Londynu.